# Laubwälder zwischen Braunschweig und Wolfsburg
Die Laubwälder zwischen Braunschweig und Wolfsburg sind ein Naturschutzgebiet in der Gemeinde Lehre im Landkreis Helmstedt und in der Gemeinde Meine im Landkreis Gifhorn in Niedersachsen.

## Allgemeines
Das Naturschutzgebiet mit dem Kennzeichen NSG BR 176 ist circa 1022 Hektar groß. Es liegt fast vollständig im Landkreis Helmstedt. Lediglich 1,7 Hektar des Naturschutzgebietes entfallen auf den Landkreis Gifhorn. Das Naturschutzgebiet ist Bestandteil des FFH-Gebietes „Eichen-Hainbuchenwälder zwischen Braunschweig und Wolfsburg“ und des EU-Vogelschutzgebietes „Laubwälder zwischen Braunschweig und Wolfsburg“. Im Geltungsbereich der Naturschutzverordnung ersetzte es das Landschaftsschutzgebiet „Essenrode-Grassel“, von dem es ansonsten im westlichen Bereich vielfach umgeben ist. Im Nordosten grenzt es an das Landschaftsschutzgebiet „Hohnstedter Holz und Wilshop“. Das Gebiet steht seit dem 1. Januar 2021 unter Naturschutz. Zuständige untere Naturschutzbehörden sind die Landkreise Helmstedt und Gifhorn.

## Beschreibung
Das Naturschutzgebiet liegt zwischen Braunschweig und Wolfsburg. Es stellt ein geschlossenes Waldgebiet auf historisch alten Waldstandorten unter Schutz. Die Wälder werden überwiegend aus Eichen-Hainbuchenmischwäldern gebildet. Dominierende Baumarten sind hier Stieleiche und Hainbuche, zu denen sich weitere Baumarten gesellen. In der Krautschicht siedeln beispielsweise Große Sternmiere und Buschwindröschen. Weitere Waldgesellschaften sind insbesondere Buchenwälder in den Ausprägungen Hainsimsen- und Waldmeister-Buchenwälder. Hier dominiert die Rotbuche. Daneben stocken je nach Ausprägung Stieleiche, Hainbuche, Birke und Vogelbeere bzw. Esche, Vogelkirsche und Winterlinde. Die Krautschichten der Buchenwälder sind standorttypisch ausgeprägt. In den Waldmeister-Buchenwäldern siedeln beispielsweise Waldmeister, Buschwindröschen und Bärlauch. Kleinflächig sind auf feuchten bis nassen Standorten auch Auwälder mit Schwarzerle und Esche ausgebildet.
In den Wäldern sind gut ausgeprägte Waldinnenränder mit stauden- und strauchreichen Säumen ausgebildet. Die Wälder verfügen über einen hohen Alt- und Totholzanteil. Kleinflächig unterliegen die Waldgesellschaften im Naturschutzgebiet der natürlichen Waldentwicklung.
Bei Essenrode und Klein Brunsrode sind teilweise extensiv bewirtschaftetes Feucht- und Nassgrünland ausgeprägt. Hier sind teilweise Röhrichte ausgebildet.
Im Naturschutzgebiet sind diverse kleine, vielfach naturnahe Stillgewässer sowie Gräben und kleine Bachläufe zu finden, die teilweise nur temporär Wasser führen.
Das Naturschutzgebiet ist Lebensraum unter anderem für Kranich, Schwarzstorch, Wespenbussard, Rotmilan, Baumfalke, Grauspecht, Schwarzspecht, Mittelspecht, Buntspecht, Kleinspecht, Kleiber, Wendehals, Neuntöter, Eisvogel, Nachtigall, Pirol und Trauerschnäpper. Für den Mittelspecht stellt das EU-Vogelschutzgebiet „Laubwälder zwischen Braunschweig und Wolfsburg“ eines der bedeutendsten Brutgebiete in Deutschland dar. Der Grauspecht erreicht in dem Gebiet sein nördlichstes zusammenhängendes Vorkommen in Niedersachsen. Das Naturschutzgebiet ist weiterhin Lebensraum unter anderem für verschiedene Fledermäuse, darunter Mopsfledermaus und Kleiner Abendsegler. Bei einer Fledermauskartierung wurden insgesamt zehn Arten festgestellt. Die Stillgewässer beherbergen verschiedene Amphibien, darunter den Kammmolch. Die Wälder sind Lebensraum zahlreicher Insekten, darunter einer artenreichen Käferfauna mit vielen holzbewohnenden Käferarten. Bei einer 2015 im FFH-Gebiet „Eichen-Hainbuchenwälder zwischen Braunschweig und Wolfsburg“ durchgeführten Käferkartierung wurden insgesamt 288 Käferarten festgestellt, darunter zahlreiche gefährdete Arten.
Das Naturschutzgebiet ist größtenteils von landwirtschaftlichen Nutzflächen umgeben. Im Südwesten und Nordosten des Naturschutzgebietes schließen sich weitere Waldgesellschaften an. Im Westen quert die zwischen Essenrode und Wendhausen verlaufende Landesstraße 639 das Gebiet, bei Klein Brunsrode verlaufen zwei Kreisstraßen sowie die als Weddeler Schleife bezeichnete Bahnstrecke zwischen Wolfsburg und Braunschweig durch das Gebiet. Im Osten grenzt das Naturschutzgebiet an die hier nördlich von Flechtorf verlaufende Landesstraße 295.